# Juncaceicola
Juncaceicola is een geslacht van schimmels behorend tot de familie Phaeosphaeriaceae. De typesoort is Juncaceicola luzulae.

## Soorten
Volgens Index Fungorum telt het geslacht zeven soorten (peildatum februari 2022):
| Soortnaam               | Auteur(s)                                | Publicatiejaar |
| ----------------------- | ---------------------------------------- | -------------- |
| Juncaceicola achilleae  | Wanas., Tennakoon, Camporesi & K.D. Hyde | 2016           |
| Juncaceicola alpina     | (Leuchtm.) Tennakoon, Phook. & K.D. Hyde | 2016           |
| Juncaceicola dactylidis | Wanas., Tennakoon, Camporesi & K.D. Hyde | 2016           |
| Juncaceicola italica    | Tibpromma, Camporesi & K.D. Hyde         | 2016           |
| Juncaceicola luzulae    | Tennakoon, Camporesi, Phook. & K.D. Hyde | 2016           |
| Juncaceicola oreochloae | (Leuchtm.) Tennakoon, Phook. & K.D. Hyde | 2016           |
| Juncaceicola padellana  | (Leuchtm.) Tennakoon, Phook. & K.D. Hyde | 2016           |